# Asynapta longicollis
Asynapta longicollis är en tvåvingeart som först beskrevs av Friedrich Hermann Loew 1850.  Asynapta longicollis ingår i släktet Asynapta och familjen gallmyggor.
Artens utbredningsområde är Polen. Inga underarter finns listade i Catalogue of Life.